# George Hickenlooper
George Loening Hickenlooper III (25 de maig de 1963 - 29 d'octubre de 2010) va ser un cineasta de narrativa i documental estatunidenc.

## Primers anys
Hickenlooper va néixer a St. Louis, fill de Barbara Jo Wenger, treballadora social i actriu teatral, i de George Loening Hickenlooper, Jr., professor i dramaturg. També va ser renebot del director d'orquestra d'origen britànic Leopold Stokowski a través del matrimoni amb la seva bestia, la pianista Olga Samaroff (el nom de naixement de la qual era Lucy Mary Agnes Hickenlooper).
Va assistir a l'escola secundària a St. Louis University High, on va formar part d'un grup de cineastes adolescents que informalment va anomenar "Splicers", entre ells James Gunn (Guardians de la Galàxia).
Després de graduar-se a la Universitat Yale amb un B.A. en Història i Estudis de Cinema el 1986, Hickenlooper va fer una internada amb el productor Roger Corman, i va iniciar la seva carrera de director amb Art, Acting, and the Suicide Chair: Dennis Hopper el 1988.

## Carrera
El seu primer llargmetratge documental, Hearts of Darkness: A Filmmaker's Apocalypse, explora la creació d' Apocalypse Now. Va guanyar diversos premis, inclòs el premi de la National Board of Review al "Millor documental", un premi dels editors de cinema americans al "Millor documental editat", dos premis de l'Acadèmia de les Arts i les Ciències de la Televisió per "Assoliment individual destacat - Programació informativa - Direcció" i "Assoliment individual destacat - Programació informativa - Edició d'imatges", i el premi International Documentary Association. El mateix Hickenlooper va guanyar un Emmy per a la direcció.
Un curtmetratge escrit per Billy Bob Thornton Some Folks Call It a Sling Blade (1994), "va atreure una considerable aclamació de la crítica" per a Hickenlooper i va ser "[un] èxit al circuit de festivals." Thornton va convertir l'èxit en una pel·lícula de llarga durada: Sling Blade, que va guanyar un Oscar pel seu guió per a Thornton, que també va dirigir la pel·lícula.
La seva darrera pel·lícula, Corrupció en el poder, es va estrenar dos mesos després de la seva mort.
A més de les seves pel·lícules, Hickenlooper va escriure un llibre el 1991, Reel Conversations.

## Mort
Hickenlooper va morir mentre dormia el 29 d'octubre de 2010, als 47 anys. Malgrat els informes inicials que Hickenlooper havia patit un atac de cor, el forense va decidir que la seva mort va ser el resultat d'una sobredosi accidental d’analgèsics, combinant oximorfona amb alcohol. L'apnea del son i un "cor moderadament engrandit" van ser factors que van contribuir.

## Filmografia

### Documentals
- Art, Acting, and the Suicide Chair: Dennis Hopper, 1988
- Hearts of Darkness: A Filmmaker's Apocalypse, 1991
- Picture This: The Times of Peter Bogdanovich in Archer City, Texas, 1991
- La gran roda del poder, 1997 (curt)
- Monte Hellman: American Auteur, 1997 (curt)
- Mayor of the Sunset Strip, 2003
- Speechless, 2008
- Out in the City, 2009 (curt)
- "Hick" Town, 2009

### Pel·lícules narratives
- Ghost Brigade, 1993
- Some Folks Call It a Sling Blade, 1994 (curt)
- The Low Life, 1995
- Crosstown Traffic, 1995 (failed pilot)
- L'ombra de l'intrús, 1996
- Dogtown, 1997
- La gran roda del poder, 1999
- Servei de companyia, 2001
- Bizarre Love Triangle, 2005
- Factory Girl, 2006
- Corrupció en el poder, 2010